# فهد المفرج
فهد المفرج هو لاعب كرة قدم سعودي ولد في (12 ابريل 1978) عُرف كلاعب في مركز الدفاع مع نادي الهلال السعودي قبل أن ينتقل لنادي الاتفاق السعودي واعتزل الكرة في عام 2011.

## الحياة الشخصية
فهد هو شقيق كل من اللاعبين عبد العزيز المفرج ومتعب المفرج .

## إنجازاته
بدأ من الفئات السنية مع ناشئي وشباب وأولمبي الهلال حتى وصل إلى الفريق الأول.
ساهم مع الهلال في تحقيق بطولات عديدة على الصعيد المحلي خصوصا، وله عدة أهداف حاسمة وجميلة أبرزها هدفه في مرمى النصر بطريقه مقصيه رائعة، وهدفه الذهبي (الرائع) في مرمى الشباب في اللحظات الأخيرة من مباراة نهائي كأس ولي العهد التي تحصل عليها الهلال بتاريخ 2\3\1430.
أبرز ما يميزه الصفات الحماسية والقيادية التي يملكها، بالإضافة إلى الانضباط داخل الملعب وخارجه,.

### نهاية مشواره مع الهلال
وفي نهاية موسم 08-09 م وبانتهاء نادي الهلال السعودي من مباراته الأخيرة بذلك الموسم التي كانت أمام نادي أم صلال القطري بـ دوري أبطال أسيا2009، فاجأ فهد الجميع بإعلان أنها المباراة الأخيرة له مع الهلال (رغم بقاء عام على انتهاء عقده مع الفريق) وأنه سيبحث عن مستقبله في مكان آخر وأن قراره لا رجعة فيه، وقد أعلن هذا بعد مشاورات مع الإدارة الهلالية التي تفهمت وضعه ووافقت على طلبه، وبذلك تم عمل مخالصة نهائية معه.

## الاتفاق
بعد خروجه من الهلال تلقى عروضًا من نوادي الأهلي والاتفاق والرائد، فضل الانتقال للاتفاق، ووقع عقدًا لمدة عام بـ 600 ألف ريال، ليلعب مع نادي الاتفاق في موسم 2009-2010 م وبعد انتقاله للإتفاق قدم مستويات كبيرة مما كانت سببا في ابتعاد الإتفاق عن مواقع متأخرة في جدول ترتيب الدوري وفي موسم 2010-2011 م شهد مستواه تراجعا كبيراً بسبب الإصابات التي تتوالى عليه مما تسبب في ابتعاده مشاركة الفريق مباريات كثيرة

## مشرف الكرة نادي الهلال
عين الأمير عبد الرحمن بن مساعد رئيس مجلس إدارة نادي الهلال في 31 يناير 2013 مدير الكرة في الفريق الأولمبي اللاعب الهلالي سابقا فهد المفرج مديرا للكرة بالفريق الأول ، ويأتي هذا القرار تماشياً مع السياسة الجديدة التي تتبعها الإدارة الهلالية بعد إقالة الفرنسي انطوان كومبواريه وتعيين الصربي زلاتكو مدرب الاولمبي بديلا له.
وافق رئيس نادي الهلال المكلف عبد الله الجربوع في 24 مايو 2019 على الاستقالة التي تقدم بها فهد المفرج، المشرف العام على إدارة الكرة في النادي. وثمنت الإدارة الجهود الكبيرة التي بذلها المفرج طوال فترة عمله بالنادي، حيث حقق مع النادي العديد من البطولات فترة إشرافه على إدارة الكرة، مقدمين شكرهم للمفرج على عمله الاحترافي وإخلاصه امتداداً لما قدمه كلاعب في الفريق.
- كأس خادم الحرمين الشريفين لقبين (2015 و2017)

- كأس ولي العهد لقبين (2013 و2016)

- الدوري السعودي للمحترفين لقبين (2017 و2018)

- كأس السوبر السعودي لقبين (2015 و2018)